# بهره هوشی

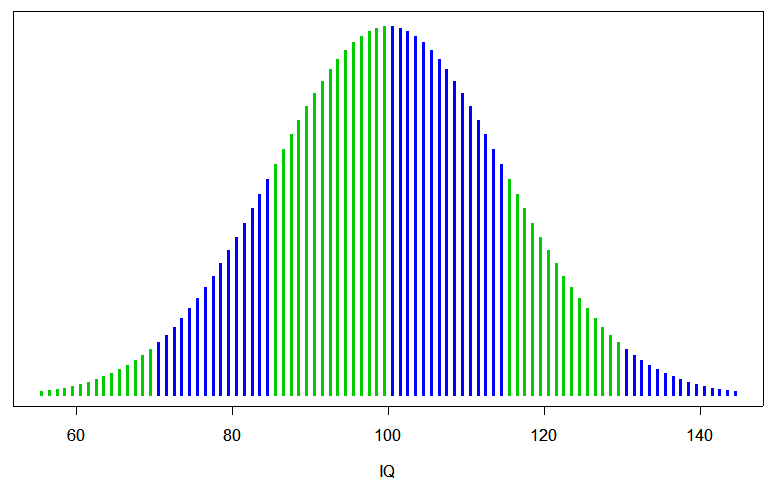
بهرهٔ هوشی

بهرهٔ هوشی یا هوش‌بهر (IQ) (مخفف انگلیسی: Intelligence Quotient) روشی برای سنجش هوش انسان است. در فارسی گاهی به اشتباه آن را ضریب هوشی می‌نامند. ضریب (به ‌انگلیسی:Coefficient)، یک عامل ضربی در برخی از جمله‌های یک عبارت ریاضی است که معمولاً یک عدد است؛ در حالی که بهره یا خارج قسمت (به انگلیسی:Quotient) حاصل تقسیم یک عدد (در این‌جا سن ذهنی) بر عددی دیگر (در این‌جا سن زمان‌شناختی یا تقویمی) است. بهرهٔ هوشی عددی با میانگین ۱۰۰ و انحراف معیار ۱۵ می‌باشد. از این رو در رده‌بندی و تقسیم هوش، به صورت میانگین نزدیک ۷۰٪ از مردم دارای هوش میانه، ۱۲٪ هوش بالاتر از میانه، ۲٪ درصد بسیار باهوش و ۱٪ افراد برگزیده را دربرمی‌گیرند. همین روند دربارهٔ افراد کم‌هوش، واپس‌ماندهٔ ذهنی و… در سوی دیگر پابرجا است.

## روش به دست آوردن بهرهٔ هوشی
برای به دست آوردن بهرهٔ هوشی یک انسان، از وی آزمون‌های گوناگونی برای ارزیابی قابلیت‌های ذهنی وی گرفته می‌شود.
هر آزمون بخشی از ویژگی‌های مغزی فرد را که در زیر بخشی از آنها فهرست شده‌اند را می‌آزماید و سپس از روی آنها با نگرش به سن فرد، بهرهٔ هوشی حساب می‌شود.
یکی از روش‌های رایج برای اندازه‌گیری بهره هوشی در ایران استفاده از ابزار ماتریس‌های پیش‌رونده رِیوِن است. این آزمون که در سال ۱۹۳۸ توسط پن‌روز و ریون ساخته شده‌است دارای ۶۰ سؤال تصویری است و از پنج سری ۱۲ تایی (سریهای A,B,C,D,E) تشکیل شده‌است. سوالات تست هوش ریون بدین شکل هستند که می‌بایست از میان ۶ تا ۸ تصویر جداگانه، تصویری را انتخاب کنید که تصویر ماتریس هر سؤال را تکمیل کند. معمولاً در دوره‌های مختلف سنی این آزمون از افراد گرفته می‌شود و این بدین معنی است که سن فردی که تست‌ها را تکمیل می‌کند در ارزیابی بهره هوشی اهمیت بالایی دارد.که در این تست بالاترین طبقه، طبقه بهره هوش بالای ۱۲۷ هست که جزو افراد ممتاز و نخبه قرار می‌گیرند.

## بر حسب جنسیت
با شکل‌گیری فاکتور جی (یا هوش عمومی) بسیاری از محققان بدین نتیجه رسیدند که تفاوت قابل توجهی میان جنسیت‌ها از نظر هوش عمومی وجود ندارد، هر چند در برخی زمینه‌ها می‌تواند تفاوت‌هایی وجود داشته باشد. نتیجتاً، در برخی تست‌ها مردان و در برخی دیگر زنان به میزان کمی امتیاز بهتری کسب کرده‌اند. به‌طور مشخص، تحقیقات نشان داده زنان در پرسش‌های مرتبط با هوش زبانی امتیاز بهتری می‌گیرند، در حالی‌که مردان در سوالات مرتبط با چرخش و تغییر زاویه اشکال و اشیاء عملکرد بهتری دارند. به گفته ارل هانت، با وجود این تفاوت‌ها، زن و مرد از نظر هوش عمومی برابر هستند.
برخی تحقیقات نشان می‌دهد با در نظر گرفتن فاکتورهای اجتماعی و اقتصادی، برتری مردان در برخی آزمون‌های شناختی کاهش پیدا می‌کند. مطابق تحقیقی دیگر، تنوع امتیازات مردان به میزان کمی در برخی زمینه‌ها بیشتر است و به همین دلیل، تعداد مردان با هوش بالا و هوش پایین، کمی بیشتر از زنان است.
دربارهٔ وجود تفاوت میان عملکرد زنان و مردان در تست‌های هوش مرتبط با ریاضی اختلاف‌نظر وجود دارد و تحقیقی نشان داد عملکرد دختران و پسران در این زمینه تقریباً یکسان است. درحال حاضر، تست‌های هوش رایج به گونه‌ای ساخته شده‌اند که در نتیجه نهایی میان زنان و مردان تفاوت وجود نداشته باشد.

## توانمندی‌های بخش اِدراک مغز
- تشخیص الگوها (Pattern recognition)
- قدرت حافظه کوتاه مدت (Short-Term memory)
- استفاده فرد از واژه‌ها (Vocabulary)
- سرعت محاسبه فرد (Computational speed)
- درک کردن روابط یا جبر (Algebra)
- اطلاعات عمومی (General Knowledege)
- محاسبات ریاضیات (Arithmetic)
- درک فضایی (Spatial ability)
- منطق (Logic)
- تلفظ (Spell)